# Saint-Martin-de-Castillon
Saint-Martin-de-Castillon – miejscowość i gmina we Francji, w regionie Prowansja-Alpy-Lazurowe Wybrzeże, w departamencie Vaucluse.

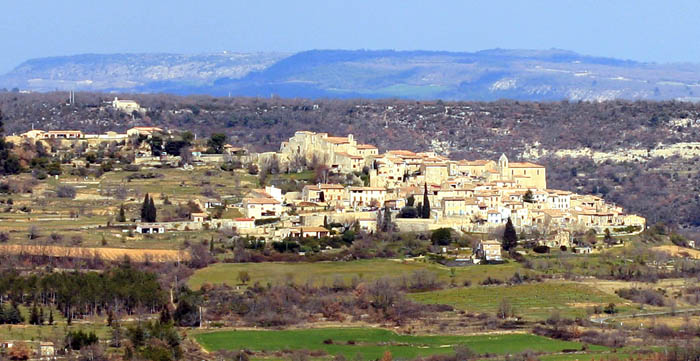
Panorama Saint-Martin-de-Castillon

Według danych na rok 1990 gminę zamieszkiwało 526 osób, a gęstość zaludnienia wynosiła 14 osób/km² (wśród 963 gmin regionu Prowansja-Alpy-W. Lazurowe Saint-Martin-de-Castillon plasuje się na 477. miejscu pod względem liczby ludności, natomiast pod względem powierzchni na miejscu 238.).